# Pakosław (przystanek kolejowy)
Pakosław – przystanek kolejowy w Pakosławiu, w woj. wielkopolskim, w Polsce. Pakosław był stacją końcową rozebranej linii kolejowej numer 390 z Miejskiej Górki.